# 格林埃克斯城 (佛罗里达州)
格林埃克斯城（英語：Greenacres），是美国佛罗里达州下属的一座城市。建立于1926年。面积约为12.1平方公里（约合4.7平方英里）。根据2010年美国人口普查，该市有人口37,573人。论人口在本州排行第66。